# تپه آزاد
تپه آزاد، روستایی از توابع بخش مرکزی شهرستان زهک در استان سیستان و بلوچستان ایران است.که حدودا 110 نفر جمعیت دارد و یکی از بهترین روستاهای شهرستان زهک از لحاظ کشاورزی و پرورش ماهی در شیلات های خاکی هست. با بهترین چاه های کشاورزی که اکثرا آب شیرین دارند

## جمعیت
این روستا در دهستان زهک  بخش مرکزی قرار دارد و حدودا 110 نفر جمعیت دارا است.